# Koichi Yokozeki
Koichi Yokozeki (横関 浩一 Yokozeki Koichi?), född 11 september 1979 i Osaka prefektur, är en japansk före detta fotbollsspelare.
Yokozeki började sin karriär 2002 i Ventforet Kofu. Han spelade 5 ligamatcher för klubben. Han avslutade karriären 2002.